# Berching
Berching è una città tedesca situata nel land della Baviera.